# Il mondo dentro me
Il mondo dentro me è l'album di debutto del cantautore italiano Alessandro Errico, pubblicato dalla casa discografica Sugar e distribuito dalla Universal nel 1996.
Contiene fra gli altri i brani Rose e fiori, presentato a Sanremo Giovani 1995, ed Il grido del silenzio, con cui l'artista ha partecipato alla sezione "Nuove Proposte" del Festival di Sanremo 1996.

## Tracce
1. Il grido del silenzio
2. Perdonami
3. Come una rondine
4. Moltitudini
5. Lungo un attimo
6. NNPP
7. Rose e fiori
8. Nuvola
9. Parole e sassi
10. Cinico (Per non morire più)
11. Il mondo dentro me